# Joaquim Maria Bover de Rosselló
Joaquim Maria Bover de Rosselló (Sevilla, 1810 - Ciutat de Mallorca, 1865) va ser un polígraf mallorquí.

## Biografia
Va ser continuador de la tradició cultural iniciada a Mallorca pel paborde Terrassa, fra Gaietà de Mallorca, el pare Lluís de Vilafranca i Bonaventura Serra i Ferragut, entre d'altres. Destacà com historiador, poeta, col·leccionista, antiquari, bibliòfil, i numismàtic. Dedicà gran part de la seva vida a recollir, transcriure i extractar manuscrits i documents diversos, amb els quals formà una col·lecció de 18 volums en quart que denominava Miscelánea erudita mayoricense, a la qual acudia per redactar les seves obres.
En reconeixement de la seva tasca, el 28 de febrer del 1833, l'Ajuntament de Palma accedí a la seva petició i li atorgà el títol de cronista general del Regne de Mallorca, concessió que revocà, per diversos motius, un mes després. Va ser fundador de l'Acadèmia Mallorquina de Literatura, Antiguitats i Belles Arts (1837); membre corresponent de la Reial Acadèmia de Bones Lletres de Barcelona (1838) i de la Reial Acadèmia de la Història de Madrid (1839), entre d'altres.

## Obres
Obres de caràcter històric:
- Noticias histórico-topográficas de la Isla de Mallorca (1836)
- Memoria de los pobladores de Mallorca después de la última conquista por don Jaime I de Aragón (1838).
- Disertación histórica sobre el sitio que ocupó el pueblo latino de Cunium en la época de los romanos (1839).
- Diccionario histórico geográfico estadístico de las islas Baleares (1846).
- Historia de la casa real de Mallorca y noticia de las monedas propias de esta isla (1855).

Obres sobre la noblesa mallorquina:
- Historia genealógica de la casa Dezcallar en el reino de Mallorca (1846).
- Historia genealógica de los barones de Lloseta, Condes de Ayamans (1849).
- Nobiliario mallorquín dedicado a la Reina Nuestra Señora (1850).

Obres de caràcter biogràfic i bibliogràfi:
- Memoria biográfica de los mallorquines que se han distinguido en la antigua y moderna literatura (1842).
- Varones ilustres de Mallorca (1847).
- Biblioteca de escritores baleares (1868).
- Diccionario bibliográfico de lasp ublicaciones periódicas de las Baleares (1862).
- Imprentas de las islas Baleares (1862),

Entre els seus escrits inèdits destaca el
- Diccionario manual mallorquín-castellano.

També va escriure poemes en català antic, literari i dialectal, que romangueren inèdits.